# Bastuträsk (musikalbum)
Bastuträsk är en EP av det svenska proggbandet Fem älgar i ett badkar. Skivan utgavs 1980 på skivbolaget Great Music Production och är bandets enda utgivna album.

## Låtlista
A
1. "Tåget från Bastuträsk" – 6:24
2. "Svartskalle" – 2:40

B
1. "Varför en lovsång till anarkisterna?" – 2:45
2. "Trabajamos ochohoras" – 3:08

## Medverkande musiker
- Arne Jonasson: sång, gitarr, piano
- Erik Wikström: gitarr
- Peter Lindgren: bas, sång
- Ulf Johansson: trummor

### Fotnoter
1. ↑  ”Fem älgar i ett badkar”. Progg.se. Arkiverad från originalet den 25 augusti 2010. https://web.archive.org/web/20100825193810/http://www.progg.se/band.asp?ID=639&skiva=1651. Läst 4 januari 2013.